# 小林すすむ
小林 すすむ（こばやし すすむ、1954年〈昭和29年〉4月15日 - 2012年〈平成24年〉5月16日）は、日本の俳優、タレント。お笑いユニット「ヒップアップ」のメンバー。
本名及び旧芸名・小林 進（読み同じ）。長野県上田市出身。身長165cm、体重66kg。

## 人物
1972年の『飛び出せ!青春』で芸能界デビューを果たす。1979年、島崎俊郎・川上泰生とともにお笑いトリオのヒップアップを結成し、コント進行とギター伴奏を担当していた。その後、ヒップアップとして『THE MANZAI』や『オレたちひょうきん族』などにレギュラー出演するなど活躍した。なかでも1990年代以降、『踊る大捜査線』シリーズでの中西修役が当たり役となった。
2012年5月16日22時45分、スキルス性胃がんと肝硬変のため東京都三鷹市の病院で死去した。58歳没。同年9月7日公開の映画『踊る大捜査線 THE FINAL 新たなる希望』が遺作となった。なお、同作のエンディング・ロールには小林の死を悼んで「小林すすむさんの思い出とともに」という一文が加えられている。

### 私生活
1991年、関西のローカル番組で「街なかで恋人を探す」に出演したところ、番組を見て小林に一目惚れした女性から手紙が届いた。そして番組で女性とお見合いすることになり、交際を経て結婚した。小林は子宝には恵まれなかったが、小林の妻によると、生前はプライベートを共にするおしどり夫婦だった。妻は小林の没した約半年後の2012年11月3日、「小林昭子」名義で小林との出会いから別れまでを綴った書籍『「幸せ」を見つける才能』（講談社、ISBN 978-4-06-217983-6）を刊行している。また、妻は2021年に19歳年下の一般男性と婚約したことを同年6月22日放送のバラエティ番組『開運!なんでも鑑定団』（テレビ東京）内のコーナーである「出張なんでも鑑定団」で発表した。

## 出演
ヒップアップ時代の出演番組・作品はヒップアップの出演項目を参照。

### テレビドラマ

#### NHK
※特記以外は総合テレビ
- 恋愛キャリア活用会社（1997年7月21日）
- 双子探偵 第9話（1999年9月11日、教育）
- 魔界探偵 第2話（2000年10月9日 - 10月19日、教育・天才てれびくんワイド内ドラマ）
- ルージュ（2001年8月）
- お見合い放浪記（2002年10月 ‐ 11月）
- 農家のヨメになりたい（2004年5月24日 ‐ 6月21日） - 木村桂司
- ねばる女 最終話（2004年11月15日）
- ファイブ （2008年1月5日）
- 行列48時間（2009年10月 ‐ 11月） - 岸和田刑事

#### 日本テレビ
- 飛び出せ!青春 第11話「あの裏山を守れ!」（1972年4月19日） - 旧サッカー部員
- 嘘つきは夫婦のはじまり（1993年）
- STATION（1995年1月 ‐ 3月）
- 俺たちルームメイト（1996年）
- 聖龍伝説（1996年）
- 火曜サスペンス劇場
  - 「警視庁鑑識班」（1999 - 2005年） - 津田亘
  - 「弁護士・朝日岳之助14」（1999年12月28日） - 日下部総務部長
  - 「事件記者・三上雄太3」（2005年9月27日）※火サス最終作
- 平成夫婦茶碗（2002年）
- 沈まない骨（2003年2月8日）
- 警視庁鑑識班2004（2004年） - 津田亘
- DRAMA COMPLEX
  - 「警視庁特殊部隊512」（2005年11月29日）
  - 「プリズン・ガール」（2006年4月18日） - 有村朋美の父
- 春 君に届く（2006年5月6日、読売テレビ制作）
- ヒーローズ（2006年7月6日 ‐ 2007年3月29日、読売テレビ）
- ドリーム☆アゲイン 第3・4話（2007年10月27日 ‐ 11月3日）
- おせん（2008年） - 「ろくべえ」店長
- 課長島耕作（2008年6月25日） - 秋山浩太
- 赤鼻のセンセイ（2009年）
- 曲げられない女（2010年）

#### TBS
- 月曜ドラマスペシャル
  - 「塀の中の懲りない面々4・明日への叛乱篇」(1989年12月18日)　-　罰金刑の囚人
  - 「ブライダルコーディネーターの事件簿2」（1998年3月16日） - 刑事
  - 「おばさん会長・紫の犯罪清掃日記!ゴミは殺しを知っている」（2000年5月22日） - 大塚裕之
- 十年愛（1992年10月 ‐ 12月） - 岡崎
- イエローカード（1993年7月 ‐ 9月）
- 男嫌い（1994年7月 ‐ 9月） - 福田良夫
- ジューン・ブライド 第3話（1995年4月28日） - 辻茂夫
- 人生は上々だ（1995年10月 ‐ 12月）
- 理想の結婚 最終話（1997年3月21日）
- ウルトラマンダイナ 第48話（1998年） - キオイ課長
- 3年B組金八先生スペシャル「子供を救え！大人達よ立ち上がれ」（1998年4月2日）
- ママチャリ刑事 最終話（1999年3月18日）
- 独身生活 第7・8話（1999年8月27日・9月3日）
- 月曜ミステリー劇場
  - 「流れ星お銀!事件解決いたします2」（2001年7月16日） ‐ 町田課長
  - 「棟居刑事2・高層の死角」（2003年4月21日） - 寺西警部補
  - 「十津川警部シリーズ」29・「松山・道後～十七文字の殺人」（2003年9月22日） - 先崎刑事
  - 「松本清張特別企画・殺意」（2004年10月11日）
- 女子刑務所東三号棟3（2001年9月30日）
- おとうさん 第8話（2002年12月1日）
- 笑顔の法則 第八話（2003年6月1日）
- ブラックジャックによろしく 第10話・最終話（2003年6月13日・20日）
- ホームドラマ! 最終話（2004年6月25日） - スーパーの店員 塩沢 役
- 虹のかなた（2004年8月 ‐ 10月1日、毎日放送制作） - 名越達昭
- ドラゴン桜（2005年7月 ‐ 9月） - 阿院修太郎
- 花より男子（2005年10月 ‐ 12月・2007年1月 ‐ 3月） - 牧野晴男
- 恋の時間 第8話（2005年12月11日）
- クロサギ 第2話（2006年4月21日） - カモの男
- 誰よりもママを愛す 第1・2話（2006年7月2 ‐ 9日） - 早乙女太郎
- スイーツドリーム（2006年9月 ‐ 10月） - 早乙女太郎
- 笑える恋はしたくない（2006年12月） - 岩城プロデューサー
- 冗談じゃない!（2007年4月 ‐ 6月） - 佐々木部長
- 大好き!五つ子Go3!!（2007年7月16日 ‐　8月） - 井上
- あるがままの君でいて（2008年11月24日）
- おちゃべり（2009年3月、毎日放送制作） - 高梨吾郎 ※「ひるドラ」最終作
- タンブリング（2010年4月 ‐ 6月） - 西川教頭
- 月曜ゴールデン
  - 「探偵 左文字進」14（2010年4月5日） - 及川喬
  - 「おふくろ先生の診療日記4」（2012年3月12日、毎日放送制作） - 浜岡卓司

#### フジテレビ
- 心はロンリー気持ちは「…」シリーズ
  - 心はロンリー気持ちは「…」Ⅲ（1986年2月21日）
  - 心はロンリー気持ちは「…」Ⅳ（1986年9月25日）
  - 心はロンリー気持ちは「…」Ⅵ（1987年10月2日）
  - 心はロンリー気持ちは「…」Ⅷ（1988年5月13日）- 医者
  - 心はロンリー気持ちは「…」X（1997年8月29日）
  - 心はロンリー気持ちは「…」XI（2003年8月29日）
- 妹よ（1994年10月 ‐ 12月） - 佐々木正行
- 金曜エンタテイメント
  - 「鍵師3」（1995年8月4日） - 長瀬印刷の借金債権者
  - 「ナニワ金融道」（1996年2月16日） - 高橋正子の上司
  - 「ナースな探偵」（1997年10月31日） - 青木総合病院 入院患者
  - 「ナースな探偵2」（1998年10月9日）
  - 「ペット探偵の事件簿」（2004年8月27日） - 梶原秀次
- まだ恋は始まらない（1995年10月 ‐ 12月）
- ピュア（1996年1月 ‐ 3月） - 運転手
- ロングバケーション（1996年4月 ‐ 6月） - 斉藤哲也（南のモデル事務所マネージャー）
- こんな私に誰がした（1996年10月 ‐ 12月）
- 踊る大捜査線シリーズ - 中西修
  - 踊る大捜査線（1997年1月7日 ‐ 3月18日）
  - 踊る大捜査線 歳末特別警戒スペシャル（1997年12月30日）・完全版＋α（2003年12月29日）
  - 湾岸署婦警物語 初夏の交通安全スペシャル（1998年6月19日）
  - 踊る大捜査線 秋の犯罪撲滅スペシャル（1998年10月6日）・完璧版（1998年12月22日）
  - 深夜も踊る大捜査線2 最終話（2003年7月18日）
  - 踊る大捜査線 THE LAST TV サラリーマン刑事と最後の難事件（2012年9月1日） ※遺作
- イヴ 第6話（1997年11月20日）
- きらきらひかる 第2話（1998年1月20日）
- 立入禁止！STAFF ONLY（stage21～22）総集編　就職活動　前編・後編（1998年3月16日・23日）
- ブラザーズ（1998年4月 ‐ 6月） - 山崎守
- 世界で一番パパが好き 最終話（1998年9月23日）
- 救急ハート治療室 第11話（1999年9月14日、関西テレビ制作） - 花屋の店員
- マッハブイロク特別ドラマ・「big」大作戦（2000年6月29日）
- 世にも奇妙な物語
  - 「よう、鈴木!」（2000年10月4日） - 源五郎丸利久
- やまとなでしこ 第4話（2000年10月30日） - 花屋の店員
- ラブコンプレックス（2000年10月 ‐ 12月） - 中山刑事
- カバチタレ! 第5話（2001年2月8日） - 中丸孝之
- できちゃった結婚 第3話（2001年7月16日）
- アンティーク 〜西洋骨董洋菓子店〜（2001年） - 野間篤史
- 救命病棟24時（2001年7月 ‐ 9月） - 秋山正幸
- 初体験 fever 5（2002年2月5日）
- 恋するトップレディ 第6話（2002年2月12日） - 村上誠
- 青に恋して! 〜サッカー通と4人の美女の物語〜 第2話（2002年5月14日）
- ホーム&アウェイ 第4話（2002年10月28日）
- ゴールデンシアター特別企画 E.YAZAWA 成りあがり（2002年11月23日）
- アットホーム・ダッド 第10話（2004年6月15日、関西テレビ制作） - 村田店長
- 久本ドラマ「裸足の女」（2004年10月14日）
- 離婚弁護士Ⅱ〜ハンサムウーマン〜 第6話（2005年5月24日） - 澤田
- THE WAVE!（2005年7月23日 ‐ 24日、『FNS ALLSTARS あっつい25時間テレビ やっぱ楽しくなければテレビじゃないもん!』内ドラマ）‐ 編成部員
- 医龍（2006年4月 ‐ 6月） - 権藤
- 花ざかりの君たちへ〜イケメン♂パラダイス〜（2007年7月 ‐ 9月） - 吉岡先生
- 土曜プレミアム
  - 千の風になって ドラマスペシャル 「はだしのゲン・後編」（2007年8月11日）
  - 「サマヨイザクラ」（2009年5月30日） - 仁美の夫
- グータンヌーボな女たち（2007年10月3日、グータンヌーボ内ドラマ）
- ガリレオ 第1話（2007年10月15日） - 時田栄作
- 金曜プレステージ
  - クリスマス特別企画「まだ見ぬ父へ、母へ・魂で歌う青い海〜全盲のテノール歌手・新垣勉の軌跡」（2007年12月21日）
  - 「ホストの女房」（2009年9月4日）
- 太陽と海の教室（2008年7月 ‐ 9月） - 槙村肇副校長
- 白い春 第4話（2009年5月5日、関西テレビ制作）
- 逃亡弁護士（2010年7月 ‐ 9月、関西テレビ制作） - 榎木洋一
- 花嫁のれん（2010年11月 ‐ 12月・2011年10月31日 ‐ 12月、東海テレビ制作） - 神楽伸也[5]

#### テレビ朝日
- 炎の消防隊（1996年）
- 土曜ワイド劇場
- 大東京四谷怪談（1997年8月30日）
  - 「終着駅シリーズ13」「殺人の赴任」（2001年） - 関川
  - 「終着駅シリーズ15」「砂漠の駅 死体すりかえ殺人事件」（2003年2月8日）
  - 「松本清張の証言」（2004年3月27日） - 江口
  - 「混浴露天風呂連続殺人24・大誘拐！秘湯捜査線 蔵王〜銀山〜赤倉〜泥湯〜鎌先温泉」（2004年、ABC制作） - 野村
  - 30周年特別企画「火災調査官・紅蓮次郎7」（2007年1月13日） - 松中洋介
  - 「温泉医ぽっかや診療所事件カルテ」7 （2009年3月21日）
  - 「刑事殺し・完結編」（2009年8月22日）
  - 「森村誠一の灯」（2009年12月12日）
- 外科医・夏目三四郎 第1話（1998年10月15日）
- 月下の棋士 第6局（2000年2月21日）
- ココだけの話 第3回C「アダルトビデオ」（2001年1月27日」）
- 恋人はスナイパーシリーズ（2001年10月11日・2002年12月24日） - 清水敏彦刑事
- 忍風戦隊ハリケンジャー 第13話（2002年） - 中田店長
- サトラレ（2002年7月 ‐ 9月）
- 特命係長 只野仁 第6話（2003年8月15日）
- 霊感バスガイド事件簿 第3話（2004年4月30日） - 上尾雅人
- 家族〜妻の不在・夫の存在〜 第3話（2006年11月3日、ABC制作） - 細田
- 玉蘭（2007年6月16日）
- 「さくら署の女たち」（2006年9月9日） - 松中洋介
  - 警視庁捜査ファイル さくら署の女たち（2007年7月 ‐ 9月）
- キミ犯人じゃないよね?（2008年） - 執事・大川
- 打撃天使ルリ 最終撃（2008年9月5日） - 村上
- アンタッチャブル〜事件記者・鳴海遼子〜（2009年、ABC制作）

#### テレビ東京
- 女と愛とミステリー ‐ BSジャパンにて放送
  - 「顔のない女」（2001年7月8日）
  - 「猪熊夫婦の駐在日誌②・家路」（2005年3月23日）
- 水曜ミステリー9
  - 「新米事件記者・三咲」（2005年 - ） - 室戸幸吉記者
- 2ndハウス（2006年1月 ‐ 3月） - 田中和弘
- マジすか学園（2010年1月 ‐ 3月） - クウキ
- 経済ドキュメンタリードラマ ルビコンの決断「大衆魚を宝石に変えた男 〜関さば 執念のブランド戦略」（2010年7月22日）
- 最上の命医 第7話（2011年2月21日） - 伊藤弘樹

#### その他
- Mahora☆ －まほらのほし－（2005年2月11日、鹿児島読売テレビ）
- 藤子・F・不二雄のパラレル・スペース 第５話 征地球論（2008年11月28日、WOWOW）
- 革命ステーション5+25 （2009年7月 ‐ 8月7日、LISMO Video Store）
- KOI☆AGE 恋するアゲハ（2010年、ネットドラマ）

### 映画
- 白鳥麗子でございます!（1995年） - 寿司好きな叔父
- 踊る大捜査線 THE MOVIE シリーズ - 中西修
  - 踊る大捜査線 THE MOVIE（1998年）
  - 踊る大捜査線 THE MOVIE 2 レインボーブリッジを封鎖せよ!（2003年）
  - 踊る大捜査線 THE MOVIE3 ヤツらを解放せよ!（2010年）
  - 踊る大捜査線 THE FINAL 新たなる希望（2012年） ※遺作
- 新唐獅子株式会社（1999年）
- シベリア超特急（2001年）
- 空が、近い(2002年）
- アマレット（2004年）
- MAKOTO（2005年）
- 鳶がクルリと（2005年） - 野中努 役
- ただ、君を愛してる（2006年）
- 手紙（2006年）
- 花より男子F（2008年）
- ラストゲーム 最後の早慶戦（2008年）
- ドロップ（2009年） - 木村ヒデオの父 役

### CM
- トヨタカローラ（2001年）
- NTTドコモ（2001年）

### バラエティー番組
- 紳助の人間マンダラ（関西テレビ）
- オールスター感謝祭（91年秋 - 98年春、99年春 - 2000年秋、TBS）
- 秘密のケンミンSHOW（読売テレビ）
- 関口宏の東京フレンドパークII（1999年11月22日、TBS）
- SOLD OUT（関西テレビ）

## 関連書籍
- 『「幸せ」を見つける才能　笑ってしまうような出会いを本物の愛に育てた夫婦の物語』 小林昭子（講談社）2012年11月 ISBN 978-4062179836